# 마이클 콘런
마이클 존 콘런(영어: Michael John Conlan, 1991년 11월 19일~)는 아일랜드의 전직 권투 선수이다. 2012년 하계 올림픽에서 남자 밴텀급 동메달을 획득했고 세계 선수권 대회에서 금메달 1개, 유럽 선수권 대회에서 금메달 1개, 은메달 1개를 획득했다.